# Melangyna guttata
Melangyna guttata är en tvåvingeart som först beskrevs av Fallen 1817.  Melangyna guttata ingår i släktet flickblomflugor, och familjen blomflugor. Inga underarter finns listade i Catalogue of Life.